# 1756 год в науке
В 1756 году произошли различные научные и технологические события, некоторые из которых представлены ниже.

## События
- Жорж Луи ЛеСаж предложил простую кинетическую теорию гравитации, которая дала механическое объяснение уравнению силы Ньютона.
- Построен Нытвенский медеплавильный (впоследствии металлургический) завод.

## Родились
- 4 февраля —  Август Фридрих Адриан Диль, немецкий учёный-помолог, садовод, врач, основатель науки помологии.
- 4 июня — Жан-Антуан Шапталь, французский химик.
- 28 августа — Ян Снядецкий, польский астроном, математик, философ.
- 21 сентября — Джон Макадам, шотландский инженер-дорожник, который разработал технологию строительства дорог с щебёночным покрытием.
- 30 ноября — Эрнст Хладни, немецкий физик и исследователь метеоритов, основатель экспериментальной акустики.
- 26 декабря — Бернар Жермен Этьен де ла Виль граф де Ласепед, французский ихтиолог.

## Скончались
- 22 февраля — Пер Лёфлинг, шведский ботаник, один из «апостолов Линнея»[1].
- 15 апреля — Жак Кассини, французский астроном.